# Ahmat Hassaballah Soubiane
Ahmat Hassaballah Soubiane é um político e diplomata chadiano.
De etnia árabe rezeigat, do clã Mahamid, foi embaixador do Chade nos Estados Unidos de 1999 a 2003 antes de desertar em dezembro de 2003 para se juntar à rebelião.
Soubiane foi nomeado Embaixador nos Estados Unidos em 21 de dezembro de 1998 e apresentou suas credenciais em 21 de janeiro de 1999.
O Tribunal Criminal decidiu em agosto de 2008 que Soubiane violou a constituição e a integridade e segurança territorial do Chade, condenando-o à morte e ordenando o confisco de sua propriedade.
Após um acordo de paz assinado em Trípoli, Líbia, em 25 de julho de 2009, Soubiane, como líder de um grupo de oposição ao presidente Idriss Deby, visitou Trípoli em 6 de agosto de 2009 para se encontrar com o líder líbio Muammar al-Gaddafi e agradecê-lo por seu trabalho facilitando a paz no Chade. Ele também expressou o compromisso de seu grupo com o acordo de paz.
Aderindo ao regime no início de fevereiro de 2014, declarou querer agora “uma paz definitiva”.